# Зелене (Чернігівський район)
Зелене — селище в Україні, у Городнянській міській громаді Чернігівського району Чернігівської області.  

## Історія
Засноване у кінці 19 ст. Хуторянином на прізвище Зелений. Деякі мешканці хутору досі носять це прізвище.
12 червня 2020 року, відповідно до розпорядження Кабінету Міністрів України № 730-р від «Про визначення адміністративних центрів та затвердження територій територіальних громад Чернігівської області», село увійшло до складу Городнянської міської громади.
19 липня 2020 року, в результаті адміністративно-територіальної реформи та ліквідації Городнянського району, село увійшло до складу Чернігівського району.